# Адольф Акс
Адольф Акс (нім. Adolf Ax; 23 червня 1906, Мускрон — 6 лютого 1983, Вісбаден) — німецький офіцер, оберфюрер військ СС. Кавалер Лицарського хреста Залізного хреста.

## Біографія
29 січня 1930 року вступив у СС (посвідчення № 3 848), 1 грудня — в НСДАП (партійний квиток № 378 043). У 1939 році зарахований до військ СС. З вересня 1939 року — командир протитанкового дивізіону дивізії посилення СС. Учасник Французької кампанії. З 1 грудня 1940 року — командир 3-го батальйону 11-го піхотного полку СС. Брав участь в боях на радянсько-німецькому фронті. У грудні 1941-березні 1942 року перебував у шпиталі в Берліні. У березні 1943 року призначений командиром навчального запасного протитанкового дивізіону СС, розгорнутого в Бельгії. З 18 лютого 1942 року — начальник оперативного відділу, з 9 листопада 1943 року — начальник штабу командувача військами СС в Нідерландах. З листопада 1944 року — начальник оперативного штабу «Східне узбережжя» (Мекленбург). 15 січня 1945 року переведений в діючу армію і призначений начальником штабу 16-го корпусу СС. З 26 січня по 15 лютого 1945 року — командир 15-ї гренадерської дивізії військ СС (латиської № 1). З 17 лютого 1945 року — командир 32-ї добровольчої гренадерської дивізії СС «30 січня». 15 березня Аксу було доручено керівництво створенням навчальних курсів СС в Бад-Вісзе. В травні здався американцям.

## Звання
- Анвертер СС (29 жовтня 1930)
- Манн СС (1 лютого 1931)
- Труппфюрер СС (20 листопада 1931)
- Штурмфюрер СС (27 січня 1932)
- Оберштурмфюрер СС (9 листопада 1933)
- Гауптштурмфюрер СС (9 листопада 1936)
- Штурмбаннфюрер військ СС (25 травня 1940)
- Оберштурмбаннфюрер військ СС (9 листопада 1942)
- Штандартенфюрер військ СС (22 листопада 1943)
- Оберфюрер військ СС (21 грудня 1944)

## Нагороди
- Знак учасника зльоту СА в Брауншвейзі 1931
- Почесний кут старих бійців
- Німецька імперська відзнака за фізичну підготовку в бронзі
- Спортивний знак СА в бронзі
- Почесна шпага рейхсфюрера СС
- Кільце «Мертва голова»
- Йольський свічник
- Медаль «У пам'ять 13 березня 1938 року» (20 квітня 1939)
- Медаль «У пам'ять 1 жовтня 1938» (1 червня 1939)
- Залізний хрест
  - 2-го класу (27 травня 1940)
  - 1-го класу (24 липня 1940)
- Медаль «За зимову кампанію на Сході 1941/42»
- Нагрудний знак «За поранення» в сріблі (17 листопада 1942)
- Хрест Воєнних заслуг
  - 2-го класу з мечами (1942)
  - 1-го класу з мечами (30 січня 1944)
- Нагрудний знак ближнього бою в сріблі (15 липня 1943)
- Лицарський хрест Залізного хреста (9 травня 1945)